# Aldo z Carbonari
Svatý Aldo z Carbonari byl italský poustevník, žijící v 8. století.
V současnosti máme jen zlomek informací o jeho životě.
Podle tradice byl poustevníkem a uhlířem v Carbonari u Pavie.
Zahrnutí svatého Alda do Martyrologia benediktinského řádu naznačovalo, že byl mnichem v Bobbiu, slavném klášteře založeném v roce 614 svatým Kolumbánem.
Pohřben byl v kapli svatého Kolumbána a poté bylo jeho tělo přeneseno do baziliky svatého Michaela v Pavii.
Jeho svátek se slaví 10. ledna.